# Eduard Gebhardt
Eduard Gebhardt (Järva-Jaani, 13 giugno 1838 – Düsseldorf, 3 febbraio 1925) è stato un pittore tedesco.

## Biografia

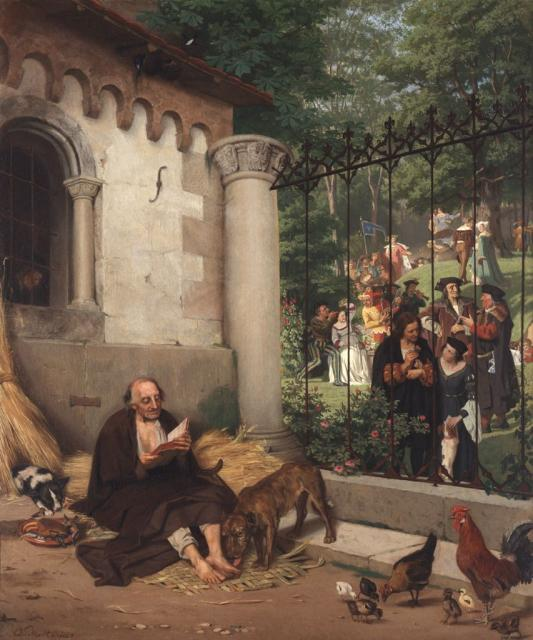
Eduard Gebhardt: Der reiche Mann und der arme Lazarus (1865)

Studiò prima all'accademia di San Pietroburgo e successivamente alla Kunstakademie Düsseldorf, per poi diventare docente. Ebbe fra gli allievi Johann August Wilhelm Sohn. Fece parte della scuola di pittura di Düsseldorf di Friedrich Wilhelm Schadow.

## Riconoscimenti
Ebbe la medaglia d'oro alla Berliner Kunstausstellung (mostra d'arte di Berlino).